# Sju sorters kakor (bok)
Sju sorters kakor är en klassisk bok om bakning, första gången utgiven 1945 med recept sammanställda av Märta Holmgren (en senare omarbetning författades av Birgitta Rasmusson). Den är Sveriges mest sålda bakbok med 3,8 miljoner exemplar sålda (september 2017), utgiven av ICA Provkök på ICA Bokförlag och sedermera Norstedts. År 2017 utgavs 100:e upplagan, redigerad av Mia Öhrn.
Första upplagan tillkom efter en kakpristävling som tidningen ICA-kuriren utlyste i början av 1945. Fler än 8 000 recept skickades in, av vilka ICA valde ut de som de ansåg vara bäst. Till upplagan 1965 hade innehållet reviderats, och av de ursprungliga recepten fanns bara ett fåtal kvar, men i den helt omarbetade upplagan 1975 hade flera av de första recepten återtagits.
Receptsamlingen innehåller en historik över kakbakningen genom tiderna, information om ingredienser, tillagning och förvaring, och flera färgbilder. Sammanlagt finns mer än 300 recept på småkakor, mjuka kakor, vetebröd, muffins, wienerbröd, skorpor, rulltårtor, bakelser, tårtor, rån och kex, såväl gamla traditionella recept som nya.

## Historik
Strax efter andra världskriget, år 1945, utlystes en kakpristävling i Sverige. Under lång tid hade hushållen levt med ransoneringskort och kakboken hade skurits ner till ett minimum. Plötsligt kunde man baka igen! Intresset för tävlingen blev enormt och inte mindre än 8 000 recept strömmade in. De 500 vinnande recepten publicerades i den första upplagan av Sju sorters kakor. En Svensk kakboksklassiker var född. Första upplagan tog snabbt slut och i de kommande versionerna ändrades recepten successivt. Bland annat försvann de gamla måttenheterna skålpund, jungfru, näve och dricksglas, och kristidens ersättningsprodukter var inte längre aktuella.
Tjugo år senare, 1965, var det dags igen och en ny kakpristävling utlystes. Intresset var fortfarande stort och resulterade i 16 000 inkomna recept. Tävlingen var indelad i sju grupper och avslutades med en stor bakfinal på ICA provkök i Stockholm, där 21 bagerskor bakade upp sina bästa recept. Tävlingsrecepten samlades i Nya Sju sorters kakor. Dåvarande folkhälsans rekommendationer om ”mindre fett och socker i kosten” genomsyrade recepten.
År 1975 var det återigen dags att tävla i bakning. Recept på hälso- och dietbröd började efterlysas. Att baka hemma blev allt vanligare, men kunskaperna var ganska dåliga. I den omarbetade utgåvan av Sju sorters kakor tog man stor hänsyn till nybörjaren och lade till grundrecept på alla slags degar. Bildserier visade pedagogiskt hur degar och kakor skulle göras. Dessutom fick man lära sig lite om de olika ingredienserna. Flera av recepten i 1965 års utgåva fanns med, men oftast i ny version. Nya ugnar och redskap krävde nämligen omsorgsfull provbakning. Dessutom hade ingrediensernas funktion ändrats under åren, exempelvis gick det åt mindre mängd mjöl.
Efter ytterligare tio år, 1985, förnyades Sju sorters kakor ännu en gång. Intresset för bakning hade inte mattats av och recepten fortsatte att strömma in. I omarbetningen togs fasta på att varje kaka skulle visas på bild. Nybörjaren skulle se att det är lätt att baka. I början av varje avsnitt fanns också praktiska tips som underlättar baket och recept som prisbelönats i tidigaretävlingar markerades. En del av dessa recept har blivit riktiga klassiker på de svenska kakfaten och finns kvar även i 2015 års version. En liten märkning berättar från vilket år de kommer.
En femte omarbetning publicerades 1994; recepten och texten fastställdes av Brita Olsson.
Efter 70 år, år 2017, kom den sjätte omarbetningen, och vi är inne i en ny stor bakningstrend. I den här revideringen har de flesta tidigare recepten varsamt bevarats, men gjorts ännu mer pedagogiska. Det har även lagts till folkkära klassiker som tidigare saknats, som kolakakor, hallongrottor och kladdkaka, samt nya favoriter som cupcakes, macarons och croissanter.